# NATC Trials Championship
Het North American Trials Council Championship is het officiële nationale kampioenschap trial in de Verenigde Staten. Het wordt sinds 1974 georganiseerd.

## Geschiedenis
In 1974 sloegen de NATC en de AMA de handen ineen en organiseerden een uit een serie van negen wedstrijden bestaand US National Trials Championship. Lane Leavitt schreef dat jaar historie door vijf van de acht wedstrijden waaraan hij deelnam te winnen.  De tweede plaats werd opgeëist Marland Whaley op Montesa met op de derde plaats Yamaha-rijder Don Sweet.
Inmiddels voor Honda rijdend won Marland Whaley in het kampioenschap van 1977 alle acht wedstrijden waarin hij startte, waarna de strijd om de tweede plaats werd gewonnen door Bernie Schreiber die qua punten gelijk eindigde met Don Sweet maar in de individuele wedstrijden beter had gepresteerd.
In 1978 ging de strijd tussen regerend kampioen Whaley, de kampioen van 1974 Leavitt en Schreiber die zijn aandacht verdeelde tussen het nationale kampioenschap en het FIM Wereldkampioenschap trial. Schreiber won pas na winst in de laatste seizoenswedstrijd, in Alabama, waarmee hij vier wedstrijden had gewonnen en een derde plaats had behaald, goed voor 70 kampioenschapspunten. Leavitt eindigde slechts een punt daarachter met drie gewonnen wedstrijden, en Whaley een goede derde achter de Bultaco rijders op zijn Montesa.

## NATC Trials kampioenen
| Jaar | Pro Series                                                                          | Sportman Series                                                                  | Women's Series                                                                        |
| ---- | ----------------------------------------------------------------------------------- | -------------------------------------------------------------------------------- | ------------------------------------------------------------------------------------- |
| 1974 | 1) Lane Leavitt (Bultaco) 2) Marland Whaley (Montesa) 3) Don Sweet (Yamaha)         |                                                                                  |                                                                                       |
| 1975 | 1) Marland Whaley (Honda) 2) Don Sweet (Yamaha) 3) Mark Eggar (Honda)               |                                                                                  |                                                                                       |
| 1976 | 1) Marland Whaley (Honda) 2) Don Sweet (Montesa) 3) Lane Leavitt (Bultaco)          |                                                                                  |                                                                                       |
| 1977 | 1) Marland Whaley (Honda) 2) Bernie Schreiber (Bultaco) 3) Don Sweet (Montesa)      |                                                                                  |                                                                                       |
| 1978 | 1) Bernie Schreiber (Bultaco) 2) Lane Leavitt (Bultaco) 3) Marland Whaley (Montesa) | 1) Kevin Cullen 2) Tom Reed 3) Jeff Sefoik                                       |                                                                                       |
| 1979 | 1) Marland Whaley (Montesa) 2) Bernie Schreiber (Bultaco) 3) Jack Stites            | 1) Guy Bodine 2) Peter Rudnick 3) Debbie Leavitt                                 |                                                                                       |
| 1980 | 1) Marland Whaley (Montesa) 2) Scott Head 3) Morgan Kavanaugh                       | 1) David Webster 2) Nils Mantzcros 3) Keith McLaughlin                           |                                                                                       |
| 1981 | 1) Curt Comer Jr (Montesa) 2) Morgan Kavanaugh (Bultaco) 3) Jack Stites (SWM)       | 1) Jonathon Hoffnagle                                                            |                                                                                       |
| 1982 | 1) Bernie Schreiber (SWM) 2) Jack Stites (Fantic) 3) Curt Comer Jr (Montesa)        | 1) Ron Commo II                                                                  |                                                                                       |
| 1983 | 1) Bernie Schreiber (SWM) 2) Don Sweet 3) Curt Comer Jr (Fantic)                    | 1) Freddy Steele                                                                 |                                                                                       |
| 1984 | 1) Scott Head (Montesa) 2) Stan Bakgaard (Yamaha) 3) Jack Stites (Trans-Am)         | 1) Ryan Young                                                                    |                                                                                       |
| 1985 | 1) Scott Head (Beta) 2) Steve McNeal 3) Stan Bakgaard                               | 1) Ronald Schmelzle                                                              |                                                                                       |
| 1986 | 1) Scott Head (Beta) 2) Ryan Young (Beta) 3) Don Sweet                              | 1) Steve Clark                                                                   |                                                                                       |
| 1987 | 1) Bernie Schreiber (Fantic) 2) Ryan Young (Beta) 3) Jonny Andersson (Honda)        | 1) Jeff Kingsford                                                                |                                                                                       |
| 1988 | 1) Ryan Young (Beta) 2) Jonny Andersson (Honda) 3) Mark Manniko (Fantic)            | 1) Kenny Leduc                                                                   |                                                                                       |
| 1989 | 1) Ryan Young (Beta) 2) Jonny Andersson (Honda) 3) Mark Manniko (Fantic)            | 1) Paul Webster                                                                  |                                                                                       |
| 1990 | 1) Ryan Young (Beta) 2) Mark Manniko 3) Geoff Aaron (Aprilia)                       | 1) Todd Clark                                                                    |                                                                                       |
| 1991 | 1) Ryan Young (Beta) 2) Geoff Aaron (Aprilia) 3) Mark Manniko                       | 1) Ronald Schmelzle                                                              |                                                                                       |
| Jaar | Pro Series                                                                          | Expert Series                                                                    | Women's Series                                                                        |
| 1992 | 1) Ryan Young (Beta) 2) Geoff Aaron (Aprilia) 3) Olivier Clamagirand (GasGas)       | 1) Ronald Schmelzle                                                              |                                                                                       |
| 1993 | 1) Ryan Young (GasGas) 2) Geoff Aaron (Beta) 3) Ray Peters (Aprilia)                | 1) Ronald Schmelzle 2) Steve Clark (Aprilia) 3) Chris Bardell (Aprilia)          |                                                                                       |
| 1994 | 1) Geoff Aaron (Beta) 2) Ryan Young 3) Ray Peters                                   | 1) Ronald Schmelzle                                                              |                                                                                       |
| 1995 | 1) Geoff Aaron (Beta) 2) Ryan Young 3) Olivier Clamagirand                          | 1) Ron Commo II                                                                  |                                                                                       |
| 1996 | 1) Geoff Aaron (Beta) 2) Ryan Young 3) Ray Peters (Scorpa)                          | 1) Ron Commo II                                                                  |                                                                                       |
| 1997 | 1) Geoff Aaron (Beta) 2) Ray Peters (GasGas) 3) Jess Kempkes (GasGas)               | 1) Ron Commo II                                                                  |                                                                                       |
| 1998 | 1) Geoff Aaron (Beta) 2) Ryon Bell 3) Ray Peters                                    | 1) Mark Manniko                                                                  | 1) Laura Bussing                                                                      |
| 1999 | 1) Tommi Ahvala (GasGas) 2) Geoff Aaron (Beta) 3) Ray Peters (Sherco)               | 1) Mark Manniko (GasGas) 2) Ron Commo II (Beta) 3) Jason Carpenter (GasGas)      | 1) Christy Williams (GasGas) 2) Pam Debruin (Montesa) 3) Andrea Davis (GasGas)        |
| 2000 | 1) Geoff Aaron (GasGas) 2) Ryon Bell (Montesa) 3) Ray Peters (Sherco)               | 1) Dennis Sweeten (Montesa) 2) Ron Commo II (Beta) 3) Chuck Sutton (GasGas)      | 1) Christy Williams (Montesa) 2) Kerry Williams (GasGas) 3) Pam Debruin (Montesa)     |
| 2001 | 1) Fred Crosset (GasGas) 2) Geoff Aaron (GasGas) 3) Ryon Bell (Montesa)             | 1) Ron Commo II (Beta) 2) Brad Villand (Sherco) 3) Todd Roper (Beta)             | 1) Christy Williams (Montesa) 2) Kerry Williams (GasGas) 3) Siri Minken (GasGas)      |
| 2002 | 1) Fred Crosset (GasGas) 2) Geoff Aaron (GasGas) 3) Ryon Bell (Montesa)             | 1) Jesse Wellenstein (GasGas) 2) Chuck Sutton (Montesa) 3) Brad Villand (Sherco) | 1) Kerry Williams (GasGas) 2) Andrea Davis (Sherco) 3) Laura Bussing (GasGas)         |
| 2003 | 1) Geoff Aaron (GasGas) 2) Ryon Bell (GasGas) 3) Craig Wilson (GasGas)              | 1) Cody Webb (GasGas) 2) Sean Bird (GasGas) 3) Chad White (GasGas)               | 1) Christy Williams (GasGas) 2) Kerry Williams (Gas) 3) Nicole Bradford (GasGas)      |
| 2004 | 1) Geoff Aaron (GasGas) 2) Ryon Bell (GasGas) 3) Chris Florin (Montesa)             | 1) Ray Peters (Beta) 2) Keith Wineland (GasGas) 3) Sean Bird (Sherco)            | 1) Christy Williams (GasGas) 2) Kerry Williams (GasGas) 3) Louise Forsley (Sherco)    |
| 2005 | 1) Geoff Aaron (GasGas) 2) Bruce LeRiche (Sherco) 3) Chris Florin (GasGas)          | 1) Ray Peters (Beta) 2) Travis Fox (Sherco) 3) Patrick Smage (Sherco)            | 1) Christy Williams (GasGas) 2) Louise Forsley (Sherco) 3) Kerry Williams (GasGas)    |
| 2006 | 1) Geoff Aaron (GasGas) 2) Cody Webb (Sherco) 3) Bruce LeRiche (Sherco)             | 1) Ray Peters (Beta) 2) Will Ibsen (Sherco) 3) Diego Ordonez (Sherco)            | 1) Kerry Williams (GasGas) 2) Caroline Altman (Sherco) 3) Sarah Duke (GasGas)         |
| 2007 | 1) Patrick Smage (Sherco) 2) Cody Webb (Sherco) 3) Chris Florin (Sherco)            | 1) Ray Peters (Beta) 2) Bailey Tucker (GasGas) 3) Daiki Watanabe (Sherco)        | 1) Kerry Williams (Montesa) 2) Sarah Duke (GasGas) 3) Caroline Altman (Sherco)        |
| 2008 | 1) Patrick Smage (Sherco) 2) Cody Webb (Sherco) 3) Will Ibsen (GasGas)              | 1) Ray Peters (Beta) 2) Bailey Tucker (GasGas) 3) Ron Commo III (Beta)           | 1) Christy Williams (Montesa) 2) Sarah Duke (GasGas) 3) Caroline Allen (GasGas)       |
| 2009 | 1) Patrick Smage (Sherco) 2) Cody Webb (Sherco) 3) Will Ibsen (GasGas)              | 1) Ray Peters (Beta) 2) Max Nelson (GasGas) 3) Andrew Oldar (Sherco)             | 1) Christy Williams (Montesa) 2) Sarah Duke (GasGas) 3) Caroline Allen (GasGas)       |
| 2010 | 1) Cody Webb (GasGas) 2) Patrick Smage (Sherco) 3) Keith Wineland (GasGas)          | 1) Ray Peters (Beta) 2) Bryan Roper (Sherco) 3) Eric Storz (GasGas)              | 1) Christy Williams (Montesa) 2) Caroline Allen (GasGas) 3) Kerry Williams (Montesa)  |
| 2011 | 1) Patrick Smage (Sherco) 2) Cody Webb (Beta) 3) Keith Wineland (GasGas)            | 1) Logan Bolopue (Sherco) 2) Ray Peters (Beta) 3) Max Nelson (GasGas)            | 1) Caroline Allen (GasGas) 2) Sarah Duke (GasGas) 3) Rachel Hassler (GasGas)          |
| 2012 | 1) Patrick Smage (Sherco) 2) Cody Webb (Beta) 3) Keith Wineland (GasGas)            | 1) Ray Peters (Beta) 2) Chase Harker (Sherco) 3) Nathan Hassler (GasGas)         | 1) Rachel Hassler (GasGas) 2) Caroline Allen (GasGas) 3) Sarah Duke (GasGas)          |
| 2013 | 1) Patrick Smage (Sherco) 2) Bryan Roper (Sherco) 3) Logan Bolopue (Sherco)         | 1) Ray Peters (Beta) 2) Daniel Blanc Gonnet (Sherco) 3) Samuel Fastle (Sherco)   | 1) Caroline Allen (GasGas) 2) Rachel Hassler (GasGas)                                 |
| 2014 | 1) Patrick Smage (Sherco) 2) Martin Matejicek (GasGas) 3) Logan Bolopue (Sherco)    | 1) Ray Peters (Beta) 2) Andrew Putt (Sherco) 3) Alexander Niederer               | 1) Rachel Hassler (GasGas) 2) Caroline Altman (GasGas) 3) Madeleine Hoover (GasGas)   |
| 2015 | 1) Patrick Smage (Sherco) 2) Andrew Putt (Sherco) 3) Bryan Roper (Sherco)           | 1) Quinn Wentzel (Scorpa) 2) Drew Fortner (GasGas) 3) Andrew Oldar (Montesa)     | 1) Rachel Hassler (GasGas) 2) Madeleine Hoover (GasGas) 3) Caroline Altman (GasGas)   |
| 2016 | 1) Marc Freixa (Montesa) 2) Patrick Smage (Sherco) 3) Andrew Putt (Sherco)          | 1) Andreas Niederer (Beta) 2) Aaron Thistle (Sherco) 3) Randy Gibson (Sherco)    | 1) Christy Williams (Montesa) 2) Madeleine Hoover (GasGas) 3) Rachel Hassler (GasGas) |
| 2017 | 1) Patrick Smage (Sherco) 2) Marc Freixa (Montesa) 3) Andrew Putt (Sherco)          | 1) Alexander Myers (Scorpa) 2) Andreas Niederer (Beta) 3) Drew Fortner (GasGas)  | 1) Madeleine Hoover (GasGas) 2) Christy Williams (Montesa) 3) Kylee Sweeten (Sherco)  |

## Verder lezen
- Trial des Nations
- Scott Trial
- FIM Wereldkampioenschap trial
- FIM Europees kampioenschap trial